# Райгородок (Донецкая область)
Райгородо́к (укр. Райгородок) — посёлок в Николаевской городской общине Краматорского района Донецкой области Украины.

## География
Посёлок Райгородок расположен к северо-востоку от Краматорска, на реке Казённый Торец, близ впадения её в Северский Донец.

## История
Рай-городок основан в 1708 году.
После событий, связанных с К. Булавиным, городок был разрушен, а земли отобраны у казаков и переданы в управление слобожан. В 1736 перенесена на новое место из-за разливов Донца.
В начале XX в В. Ф. Спесивцев обнаружил здесь золотоордынское поселение. В информации об этих исследованиях упоминаются остатки мечети, построек из кирпича. На памятнике были найдены золотоордынские монеты 1356—1384 гг. В районе поселения исследовались и погребения кочевников.
В 1899 году Райгородок являлся слободой Изюмского уезда Харьковской губернии Российской империи, население которой составляло 2200 человек.
С 1 сентября (ст. ст.) по 25 октября (ст. ст.) 1917 года в составе Российской республики. В ходе гражданской войны селение находилось в зоне боевых действий, власть несколько раз менялась.
C 29 апреля по 14 декабря 1918 года — в составе Украинской державы.
C декабря 1922 года — в составе Украинской Советской Социалистической Республики Союза Советских Социалистических Республик.
С 27 октября 1938 года — посёлок городского типа.
Во время Великой Отечественной войны в 1941 селение было оккупировано наступающими немецкими войсками, но к исходу 21 января 1942 года освобождено войсками 57-й армии (генерал-лейтенант Д. И. Рябышев) Южного фронта (командующий генерал-лейтенант Р. Я. Малиновский) в ходе Барвенково-Лозовской наступательной операции 18-31.01.1942 года.
В январе 1989 года численность населения составляла 4227 человек.
По состоянию на 1 января 2013 года численность населения составляла 3582 человека.
19 апреля 2014 года в районе поселка в реке Торец были обнаружены два трупа со следами убийства: горловского депутата Владимира Рыбака (Батькивщина) и киевского студента КПУ Юрия Поправко. Поскольку оба были активистами Евромайдана, то подозрения пали на их политических оппонентов. Если депутат был похищен в Горловке 17 апреля, то студента последний раз видели 16 апреля в Харькове, куда он приехал навестить свою девушку.

## Транспорт
Железнодорожная станция Придонецкая на линии Лиман — Славянск Донецкой железной дороги.